# Култура Републике Српске
Култура Републике Српске је појам који се односи на целокупно друштвено наслеђе Републике Српске.

## Академија наука и умјетности
Академија наука и умјетности Републике Српске је највиша научна, културна, радна и репрезентативна установа у Републици Српској. Задатак ове академске институције је да развија, унапређује и подстиче научну и умјетничку дјелатност. Академија је установа од посебног националног интереса за Републику Српску.

## Народно позориште
Важан носилац развоја драмске умјетности у Бањој Луци и цијелој регији је Народно позориште Републике Српске које има осамдесет стално запослених, а у саставу самог глумачког ансамбла, двадесетшест драмских умјетника. Један од највећих, а сигурно и најпосјећенијих културних догађаја у граду је и Театар Фест који се сваке године одржава у овом позоришту, уз учешће многих домаћих и страних глумачких ансамбала.

## Народна и универзитетска библиотека
Народна и универзитетска библиотека Републике Српске је средишња библиотека Универзитета у Бањој Луци, матична библиотека свих јавних универзитета у Републици Српској и кровна и централна национална библиотека Српске.

## Републички завод за заштиту културно историјског и природног насљеђа
Републички завод за заштиту културно историјског и природног насљеђа је званична управна институција Републике Српске и организација у саставу Министарства просвјете и културе Републике Српске. Завод евидентира, штити и води централни регистар културних, историјских и природних споменика на читавој територији Републике Српске.

## Музеј Републике Српске
Музеј Републике Српске је културна установа у саставу Министарства просвјете и културе Републике Српске.
Влада Републике Српске је Музеј Републике Српске прогласила централном установом заштите покретних културних добара Републике Српске. Сједиште Музеја Републике Српске се налази у Улици Ђуре Даничића бр. 1 у Бањој Луци.

## Галерија
- Музеј Републике Српске
- Зграда Народног позоришта Републике Српске
- Дом културе у Вишеграду
- ЈУ Музеј у Добоју, 2023.
- Музеј Семберије у Бијељини са припадајућим лапидаријумом, зима 2024.